# Perilitus nitidulidis
Perilitus nitidulidis är en stekelart som först beskrevs av Loan 1978.  Perilitus nitidulidis ingår i släktet Perilitus och familjen bracksteklar. Inga underarter finns listade i Catalogue of Life.